# 永福本線料金所

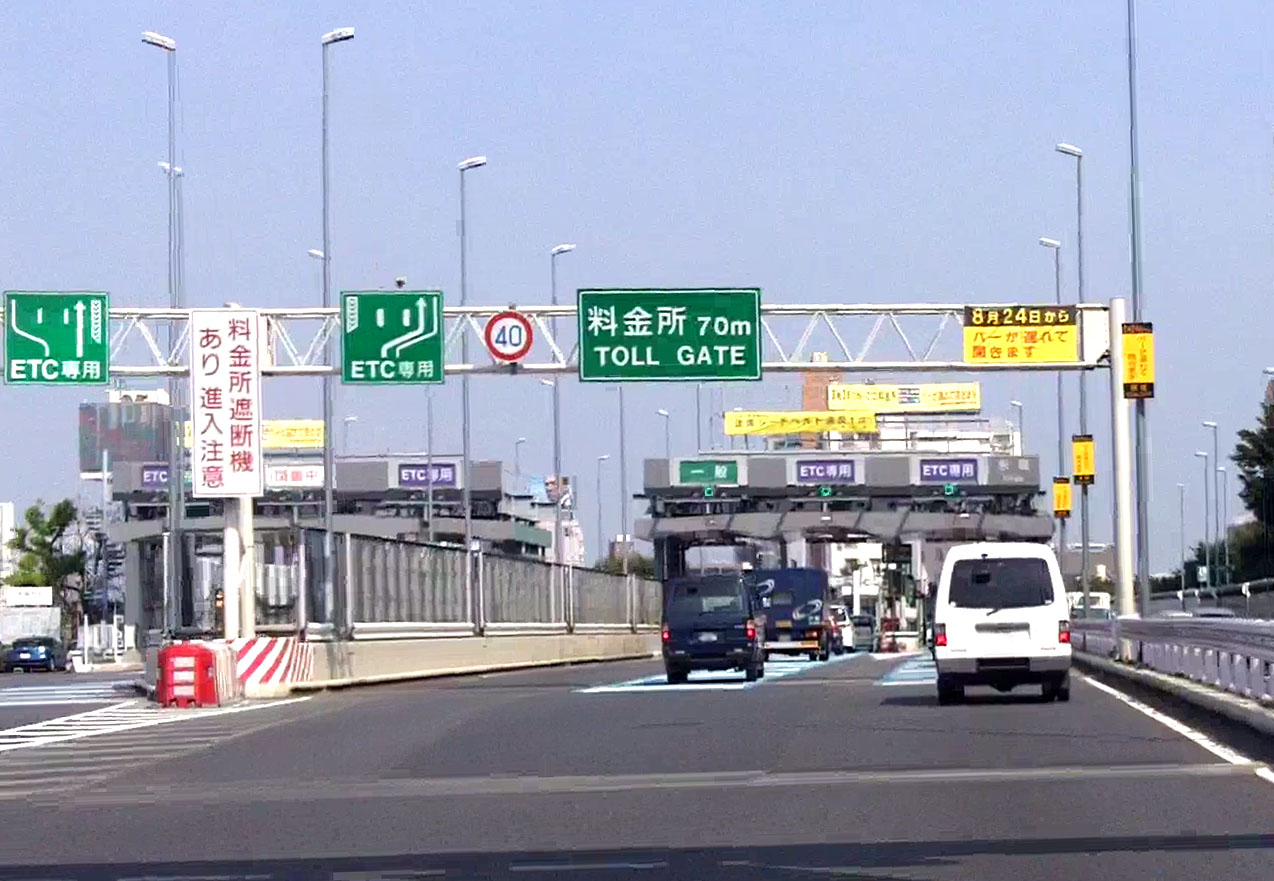
永福料金所（2010年9月）

永福本線料金所（えいふくほんせんりょうきんじょ）は、東京都杉並区にある、首都高速4号新宿線の上り線（三宅坂方面）に設置されている本線料金所である。
高井戸寄りに永福パーキングエリアが隣接している。

## 路線
- 首都高速4号新宿線

## 料金所
高架上に設けられた本線料金所である。限られた敷地で隣接する上り線の永福入路用地を確保するという立地上の制約から、ゲートが左右二手に分かれている。永福出口が隣接しているせいもあり右側のゲートに利用が偏っているが、左右どちらのゲートに向かっても本線車道に戻ることができる。
- 総ブース数：6

### 左側
- ブース数：3
  - ETC専用：1
  - ETC/一般：1
  - 閉鎖中:1

### 右側
- ブース数：3
  - ETC専用：2
  - 一般：1

## 料金所番号
当料金所の料金所番号は12-251、12-252である。

## 隣
首都高速4号新宿線
(408)永福出入口 - 永福TB - 永福PA - (409)永福出入口